# Hibernarium
En zoologie, et plus précisément en entomologie, l'hibernarium (l'endroit où on hiberne en latin)
est l'étui de feuille découpée et enroulée (une ou plusieurs feuilles ou morceau de feuille), fermé par de la soie, qu'utilisent certains papillons (Limenitidinae et Hesperiidae notamment) ou d'autres insectes pour passer l'hiver (développement du dernier stade larvaire). 
Le mot désigne aussi le même gîte de feuille, quand il est construit pour une métamorphose intermédiaire en été.
Remarque : Pour les germanophones, hibernarium peut être synonyme de « hibernaculum », qui pour les francophones désigne plus généralement les gîtes d'hibernation de n'importe quelle espèce.

## Exemples
À titre d'exemple, les papillons de jour suivants construisent un hibernarium :
- Grand sylvain (Limenitis populi),
- Petit sylvain (Limenitis camilla)[2],
- Sylvain azuré (Limenitis reducta),
- Vice-roi (Limenitis archippus),
- Sylvain des spirées (Neptis rivularis),
- Point-de-Hongrie (Erynnis tages),
- Hespérie des sanguisorbes (Spialia sertorius),
- Hespérie de la passe-rose (Carcharodus alceae),
- Hespérie de l'épiaire (Carcharodus lavatherae),
- Hespérie rhétique (Pyrgus warrenensis) et d'autres.

Certains papillons de nuit construisent aussi un hibernarium ; chez les Noctuidae et d'autres Hétérocères, ce gîte d'hiver est généralement construit sur le sol. C'est par exemple le cas de Hyppa rectilinea.
Les chenilles de certains Prodoxidae font de même.
Les reines de frelons (Vespa) font de même en hiver.

## Enjeux
Une meilleure connaissance de ce micro-habitat est un des nombreux aspects de la biologie de la conservation et de la chronobiologie.